# Villa Pepita
Villa Pepita és una masia de Calldetenes (Osona) protegida com a Bé Cultural d'Interès Local.

## Descripció
Masia de planta rectangular coberta a dues vessants amb el carener perpendicular a la façana orientada a migdia. En aquest sector hi ha un mur de tàpia que tanca la lliça amb dos portals: un orientat a l'est, mentre a ponent hi ha un altre que comunica amb l'habitatge. La masia consta d'un portal rectangular, de diverses finestres i d'un porxo d'arc rebaixat a nivell del segon pis. A les golfes s'hi obre un òcul. La part del nord és cega i s'hi adossa un cos. A llevant s'hi observen diversos afegitons recents i per la part de ponent s'adossa a la part residencial. És construïda amb maçoneria, tàpia i arrebossat de calç. L'estat de conservació és mitjà.

### Villa Pepita
Casa residencial adossada a ponent de la masia de la Novíssima. És de planta quadrada i coberta de manera diversa. La façana principal està situada vers ponent i a cada angle s'hi eleva una torre, la de la part dreta és de secció circular, de tres pisos i acabada amb merlets, mentre que el de l'esquerre és rectangular i també disposa de tres pisos, coberta de forma piramidal. Al centre de la façana s'hi obre un portal rectangular. A la part de tramuntana hi ha un altre portal d'accés. D'arc deprimit còncau, el qual correspon a la planta baixa de la torre quadrada. A l'esquerra d'aquesta hi ha un cos de galeries a nivell del primer pis cobert a tres vessants i adossades a la casa vella. És construïda en gres gris, arrebossada i decorada amb estucs, mentre els ràfecs són de rajola vidriada, així com les teules i els caps de les bigues que es troben decorades. Hi ha alguns elements decoratius de ferro forjat. També s'observa algun element de pedra artificial.

### Cobert de la Novíssima
Cobert destinat a tasques agrícoles. És de planta rectangular, cobert a dues vessants i amb el carener paral·lel al portal orientat a llevant. El ràfec de la teulada presenta un ampli voladís a la part de l'antiga façana, orientada a migdia, on s'hi obre un portal d'arc de mig punt format per dovelles de pedra i el portal de fusta. És construït amb maçoneria a la part baixa i tàpia a la part superior. La teulada és feta amb teules i bigues de fusta. L'estat de conservació és mitjà.

## Història
Masia que es troba al nomenclàtor de la província de Barcelona de l'any 1860, aquesta data i el topònim que duu ens fa pensar que es tracta d'una edificació no gaire més antiga. A l'inici del segle xx, s'hi construí una casa senyorial destinada a ser la residència dels propietaris; estructura que encara avui es manté.